# Kasmala
Il Kasmalà (in russo  Касмала́?) è un fiume della Russia, nella Siberia occidentale, affluente di sinistra dell'Ob'. Scorre nel Rebrichinskij e nel Pavlovskij rajon del Territorio dell'Altaj.

## Descrizione
Il Kasmala ha origine dal lago Seleznevo-Borovskoe in uno spartiacque paludoso a sud del villaggio di Podstepnoe (Rebrichinskij rajon). La sua lunghezza è di 119 km, l'area del bacino è di 2 550 km². Il bacino del fiume è piatto e si trova sull'altopiano Priobskoe (Приобское плато). Scorre con una costante direzione nord-est e sfocia nell'Ob' a valle di Barnaul.
Il fiume è regolato da due bacini idrici: nel villaggio di Rebricha (con un volume di circa 1 milione di m³) e nel villaggio di Pavlovsk (2 milioni di m³). I bacini vengono utilizzati per l'allevamento ittico, l'irrigazione e lo svago.

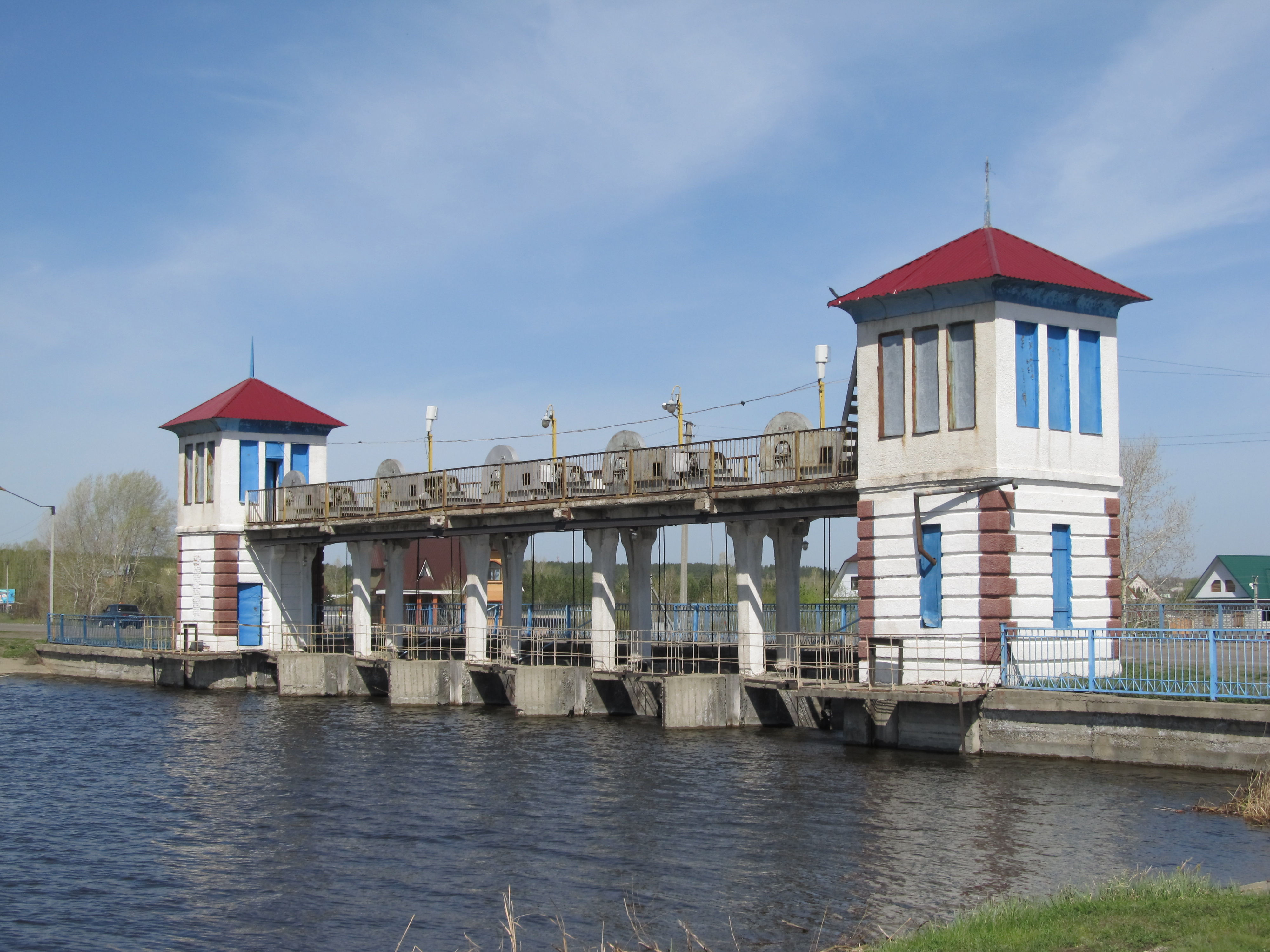
La diga di sbarramento di Pavlovsk

D'estate, nella parte alta (fino al villaggio di Rebricha), il Kasmala si asciuga, d'inverno congela nella parte alta e media.
A sud della sorgente, vicino al villaggio di Kadnikovo (Mamontovskij rajon) ha origine un altro fiume che porta lo stesso nome ma che scorre verso sud-ovest, nella direzione opposta rispetto al primo, attraversando il lago Bol'šoe Ostrovnoe e sfociando nel lago Gor'koe. La sua lunghezza totale è di 49 km (senza contare i laghi, di 32 km).